# Grand Prix moto d'Espagne 2005
Le  Grand Prix moto d'Espagne 2005 est la première manche du championnat du monde de vitesse moto 2005. La compétition s'est déroulée entre le 8 au 10 avril 2005 sur le circuit permanent de Jerez.
C'est la 51e édition du Grand Prix moto d'Espagne.

## Classement MotoGP
| Pos. | Pilote           | Constructeur | Temps/Écart     | Grille | Points |
| ---- | ---------------- | ------------ | --------------- | ------ | ------ |
| 1    | Valentino Rossi  | Yamaha       | 45 min 43 s 156 | 1      | 25     |
| 2    | Sete Gibernau    | Honda        | +8 s 631        | 2      | 20     |
| 3    | Marco Melandri   | Honda        | +18 s 460       | 3      | 16     |
| 4    | Alex Barros      | Honda        | +26 s 938       | 8      | 13     |
| 5    | Shinya Nakano    | Kawasaki     | +27 s 659       | 5      | 11     |
| 6    | Troy Bayliss     | Honda        | +28 s 509       | 9      | 10     |
| 7    | Max Biaggi       | Honda        | +30 s 618       | 16     | 9      |
| 8    | Makoto Tamada    | Honda        | +36 s 887       | 7      | 8      |
| 9    | Colin Edwards    | Yamaha       | +37 s 608       | 15     | 7      |
| 10   | Carlos Checa     | Ducati       | +39 s 678       | 12     | 6      |
| 11   | Alex Hofmann     | Kawasaki     | +42 s 283       | 10     | 5      |
| 12   | Toni Elías       | Yamaha       | +55 s 457       | 13     | 4      |
| 13   | Loris Capirossi  | Ducati       | +1 min 02 s 372 | 6      | 3      |
| 14   | John Hopkins     | Suzuki       | +1 min 19 s 346 | 11     | 2      |
| 15   | Roberto Rolfo    | Ducati       | +1 min 33 s 607 | 18     | 1      |
| 16   | James Ellison    | Blata        | +1 tour         | 21     |        |
| 17   | Franco Battaini  | Blata        | +1 tour         | 19     |        |
| 18   | Rubén Xaus       | Yamaha       | +3 tours        | 17     |        |
| Abd. | Nicky Hayden     | Honda        | Abandon         | 4      |        |
| Abd. | Kenny Roberts Jr | Suzuki       | Abandon         | 14     |        |
| Abd. | Shane Byrne      | Proton       | Abandon         | 20     |        |

## Classement final 250 cm3
| Pos  | Pilote            | Constructeur | Temps/Écart     | Grille | Points |
| ---- | ----------------- | ------------ | --------------- | ------ | ------ |
| 1    | Daniel Pedrosa    | Honda        | 45 min 36 s 679 | 1      | 25     |
| 2    | Sebastián Porto   | Aprilia      | +2 s 136        | 2      | 20     |
| 3    | Alex De Angelis   | Aprilia      | +29 s 682       | 5      | 16     |
| 4    | Andrea Dovizioso  | Honda        | +36 s 539       | 10     | 13     |
| 5    | Héctor Barberá    | Honda        | +37 s 499       | 7      | 11     |
| 6    | Jorge Lorenzo     | Honda        | +37 s 728       | 9      | 10     |
| 7    | Roberto Locatelli | Aprilia      | +45 s 038       | 8      | 9      |
| 8    | Alex Debón        | Honda        | +56 s 339       | 14     | 8      |
| 9    | Simone Corsi      | Aprilia      | +1 min 02 s 844 | 12     | 7      |
| 10   | Mirko Giansanti   | Aprilia      | +1 min 10 s 708 | 21     | 6      |
| 11   | Chaz Davies       | Aprilia      | +1 min 20 s 790 | 19     | 5      |
| 12   | Radomil Rous      | Honda        | +1 min 20 s 950 | 20     | 4      |
| 13   | Alex Baldolini    | Aprilia      | +1 tour         | 18     | 3      |
| 14   | Andrea Ballerini  | Aprilia      | +1 tour         | 23     | 2      |
| 15   | Grégory Leblanc   | Aprilia      | +1 tour         | 25     | 1      |
| 16   | Gabor Rizmayer    | Yamaha       | +1 tour         | 27     |        |
| Abd. | Alvaro Molina     | Aprilia      | Abandon         | 17     |        |
| Abd. | Jakub Smrž        | Honda        | Abandon         | 15     |        |
| Abd. | Hugo Marchand     | Aprilia      | Abandon         | 26     |        |
| Abd. | Steve Jenkner     | Aprilia      | Abandon         | 13     |        |
| Abd. | Casey Stoner      | Aprilia      | Abandon         | 3      |        |
| Abd. | Randy de Puniet   | Aprilia      | Abandon         | 4      |        |
| Abd. | Yuki Takahashi    | Honda        | Abandon         | 11     |        |
| Abd. | Arnaud Vincent    | Fantic       | Abandon         | 28     |        |
| Abd. | Hiroshi Aoyama    | Honda        | Abandon         | 6      |        |
| Abd. | Dirk Heidolf      | Honda        | Abandon         | 22     |        |
| Abd. | Sylvain Guintoli  | Aprilia      | Abandon         | 16     |        |
| Abd. | Martín Cárdenas   | Aprilia      | Abandon         | 24     |        |

## Classement final 125 cm3
| Pos  | Pilote             | Constructeur | Temps/Écart     | Grille | Points |
| ---- | ------------------ | ------------ | --------------- | ------ | ------ |
| 1    | Marco Simoncelli   | Aprilia      | 42 min 27 s 960 | 1      | 25     |
| 2    | Mika Kallio        | KTM          | +1 s 418        | 5      | 20     |
| 3    | Fabrizio Lai       | Honda        | +1 s 510        | 4      | 16     |
| 4    | Mattia Pasini      | Aprilia      | +8 s 282        | 2      | 13     |
| 5    | Gábor Talmácsi     | KTM          | +8 s 930        | 6      | 11     |
| 6    | Manuel Poggiali    | Gilera       | +13 s 651       | 11     | 10     |
| 7    | Héctor Faubel      | Aprilia      | +14 s 590       | 7      | 9      |
| 8    | Joan Olivé         | Aprilia      | +17 s 164       | 24     | 8      |
| 9    | Julián Simón       | KTM          | +17 s 262       | 14     | 7      |
| 10   | Manuel Hernández   | Aprilia      | +31 s 147       | 15     | 6      |
| 11   | Mike Di Meglio     | Honda        | +34 s 737       | 16     | 5      |
| 12   | Pablo Nieto        | Derbi        | +34 s 801       | 13     | 4      |
| 13   | Jordi Carchano     | Aprilia      | +37 s 146       | 17     | 3      |
| 14   | Aleix Espargaró    | Honda        | +49 s 591       | 22     | 2      |
| 15   | Nicolás Terol      | Derbi        | +51 s 629       | 26     | 1      |
| 16   | Imre Tóth          | Aprilia      | +54 s 608       | 19     |        |
| 17   | Mateo Tunez        | Aprilia      | +54 s 747       | 32     |        |
| 18   | Federico Sandi     | Honda        | +54 s 960       | 25     |        |
| 19   | Julián Mirallés    | Aprilia      | +55 s 527       | 30     |        |
| 20   | Sandro Cortese     | Honda        | +1 min 10 s 864 | 21     |        |
| 21   | Andrea Iannone     | Aprilia      | +1 min 22 s 697 | 29     |        |
| 22   | Karel Abraham      | Aprilia      | +1 min 26 s 526 | 36     |        |
| 23   | Raymond Schouten   | Honda        | +1 min 38 s 103 | 35     |        |
| 24   | Sasha Hommel       | Malaguti     | +1 min 47 s 461 | 37     |        |
| 25   | Vincent Braillard  | Aprilia      | +1 tour         | 27     |        |
| Abd. | Tomoyoshi Koyama   | Honda        | Abandon         | 10     |        |
| Abd. | Alexis Masbou      | Honda        | Abandon         | 28     |        |
| Abd. | Daniel Sáez        | Aprilia      | Abandon         | 38     |        |
| Abd. | Dario Giuseppetti  | Aprilia      | Abandon         | 31     |        |
| Abd. | Toshihisa Kuzuhara | Honda        | Abandon         | 23     |        |
| Abd. | Thomas Lüthi       | Honda        | Abandon         | 3      |        |
| Abd. | Sergio Gadea       | Aprilia      | Abandon         | 18     |        |
| Abd. | Lukas Pesek        | Derbi        | Abandon         | 12     |        |
| Abd. | Ángel Rodríguez    | Honda        | Abandon         | 33     |        |
| Abd. | Raffaele De Rosa   | Aprilia      | Abandon         | 8      |        |